# 姫路Beta
姫路Beta（ひめじベータ）は、兵庫県姫路市にあるライブハウス。

## 概要
1995年オープン以来、数々のバンドを輩出しているライブハウス。
主な出身バンドは、MASCHERA、iLLUMINA、TRANSTIC NERVE、Psycho le Cému、THE NEUTRAL、スマイルレンジャーソウルジャンクションズ等々。
隣接したリハーサルスタジオを持ち、上記のバンド達が日々練習していた事は有名。
現在は姫路市内に4店舗リハーサルスタジオを展開しており、レコーディング、楽器修理、楽器のインターネット販売なども行っている。

## 施設概要
オールスタンディング（約160人）、椅子席（60人）